# Smiley (cantante)
Andrei Tiberiu Maria (27 de julio de 1983), más conocido por su nombre artístico Smiley, es un cantante de Rumania. Formó parte de la banda Simplu y desde entonces desarrolló una carrera en solitario. En 2013, ganó "Mejor Ley Rumana" durante los MTV Europe Music Awards celebrados en Ámsterdam. Fue nominado como un acto en solitario tres veces por el mismo premio en 2008, 2009 y 2011 y dos veces en 2006 y 2007 como parte de Simplu. También forma parte del proyecto rumano Euro-House Radio Killer, donde se lo conoce como Killer 1. Desde noviembre de 2013, es el nuevo embajador de buena voluntad para UNICEF Rumania. También es un personaje televisivo que recibió a Românii au talent durante siete temporadas consecutivas (2011–2017) y también fue entrenador en Vocea României durante siete temporadas consecutivas (2011–2017).

## Discografía
Simplu
- 2002: 'Oare stii
- 2004: Zece
- 2006: RMX Simplu
- 2006: Oficial îmi merge bine
- 2006: Best of Simplu

Solo
- 2008: În lipsa mea
- 2010: Plec pe marte
- 2013: Acasa
- 2017: Confesiune